# 郎家葆滋堂
郎家葆滋堂，位于中华人民共和国浙江省金华市兰溪市游埠镇郎家村，是浙江省省级文物保护单位之一。
郎家葆滋堂建于清代，面朝西南，三进三开间，面积383平方米，用材硕大，雕刻精美。
2005年11月3日，郎家葆滋堂公布为第五批兰溪市文物保护单位，编号5-39。2011年1月7日，郎家葆滋堂公布为第六批浙江省文物保护单位，属于古建筑类，编号6-195。